# Procompsognathus
Procompsognathus é um gênero de dinossauro carnívoro e bípede que viveu durante o período Triássico. Media cerca de 1,2 metros de comprimento, 1 metro de altura e cerca de 15 quilogramas. Acreditam que os mesmos eram carniceiros como os chacais.
O Procompsognathus viveu na Europa e era extremamente parecido com o Compsognathus, apresentando como principal diferença o seu tamanho superior. A partir da observação dessa característica Eberhard Fraas resolveu, em 1913, nomeá-lo oficialmente como Procompsognathus.

## Classificação

### Holótipo SMNS 12591
Embora seja, sem dúvida, um pequeno carnívoro bípede, a preservação extremamente pobre do único fóssil conhecido deste gênero torna difícil determinar sua identidade exata. Fraas originalmente atribuiu a Dinosauria. Em 1923, Franz Nopcsa cunhou Procompsognathinae e, em 1929, von Huene criou Procompsognathidae, embora esses conceitos sejam hoje raramente usados. Em 1932, von Huene viu-o como um membro de Pseudosuchia não-dinossauriana. Desde então, tem sido considerado um dinossauro terópode, com algumas exceções. Em 1992, Paul Sereno e Rupert Wild afirmaram que o espécime holotípico consistia em fósseis de dois animais separados: o esqueleto pós-craniano seria um terópode, provavelmente da família Coelophysoidea relacionado a Segisaurus, mas o crânio e os espécimes de von Huene se referiam ao crocodilomorfo basal Saltoposuchus connectens. No entanto, em 1993, Sankar Chatterjee, depois de mais uma preparação, refutou sua avaliação e considerou o crânio como um terópode semelhante ao Syntarsus, e demonstrou que não poderia ter sido um crocodilomorfo já que não possui as características marcantes deste grupo. Sereno (1997) e Ezcurra e Novas (2007) realizaram análises filogenéticas que apoiaram a colocação do gênero no táxon Coelophysidae. Este gênero pode ser mais estreitamente relacionado com Segisaurus.

### Holótipo SMNS 12352 e SMNS 12352a
Em 2000, Oliver Rauhut e Axel Hungerbuhler notaram características das vértebras que sugerem que o gênero pode pertencer a Coelophysidae ou Ceratosauria, e Carrano et al. (2005), em seu reestudo do gênero relacionado Segisaurus, encontraram tanto Segisaurus quanto Procompsognathus como pertencentes a Coelophysidae dentro de Dinosauria. Em 2004, David Allen considerou o gênero um ornitodiran primitivo e não dinossauro.

## Paleoecologia
Procompsognathus viveu em um ambiente relativamente seco e pode ter se alimentado de insetos, lagartos e outras presas pequenas. Contemporâneos do gênero incluíram membros de Coelophysoideam como Halticosaurus e Dolichosuchus, além dos sauropodomorfos Plateosaurus gracilis e Efraasia minor. Weishampel et al. (2004) observaram que os rastros de terópodes e os fósseis de um gênero desconhecido de Herrerasauridae são conhecidos da formação inferior de Stubensandstein.

## Na cultura popular

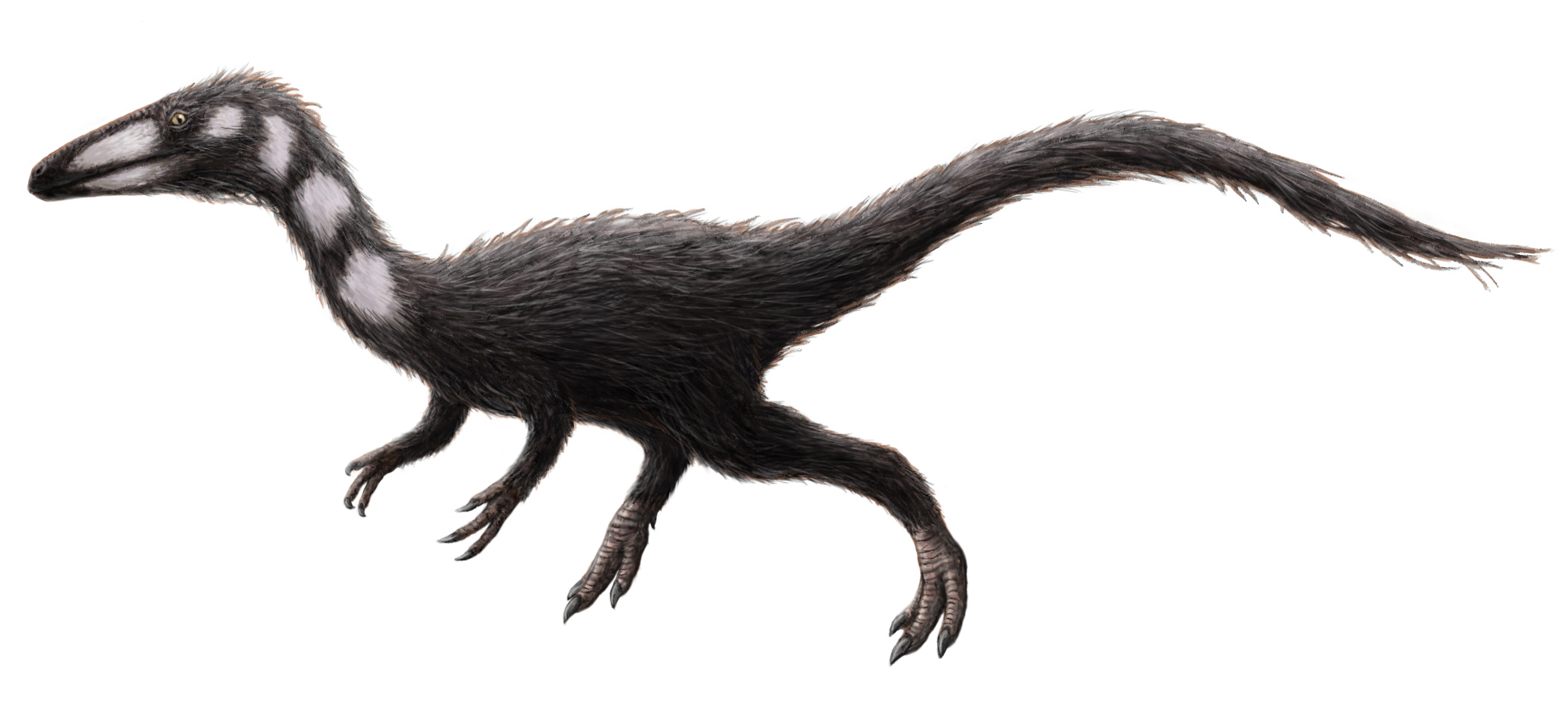
Representação artística de um procompsognato.

O gênero aparece no romance Jurassic Park (romance) e sua sequência The Lost World, de Michael Crichton. A espécie é às vezes referida pelos personagens como "compys". O autor, por sua vez, introduz uma mordida venenosa ao gênero, o que não há evidências científicas que apoiam essa informação.